# Clodione

I Franchi tra il 400 ed il 440. I Franchi Sali (in giallo) e i Franchi Ripuari (in arancione), nella prima metà del V secolo. L'impero romano è in grigio.

Clodione detto il Chiomato (Clodion dit le Chevelu; 390 circa – 448 circa) è stato un re dei Franchi Sali, della dinastia merovingia, che regnò dal 427 al 448 circa.

## Origini
Era figlio del re dei Franchi Sali della dinastia merovingia, Faramondo, e di una delle sue mogli. Era anche nipote del Duca franco Marcomero.

## Biografia
Il primo re dei Franchi Sali di cui si hanno notizie precise è Clodione, il capelluto (tutti i capi delle tribù dei Franchi Sali, come sostiene Gregorio di Tours, venivano scelti tra le famiglie più nobili e, contrariamente ai loro sudditi, portavano i capelli lunghi (criniti reges). Le due principali fonti per la storia di Clodione sono Gregorio di Tours e Sidonio Apollinare.
Nella Historia Francorum Gregorio scrive «Faramundo rege, Chlodionem filium eius» quando narra che succedette al padre, mentre in un passo successivo afferma che regnò per 20 anni, ma non ci sono basi per ritenere che Faramundo sia una figura storica.
Clodione, secondo Gregorio di Tours, visse a Dispargum, che, probabilmente, era più un castello che non un villaggio, comunque una località che fino ad oggi non è stata ancora individuata (una delle ipotesi è che potrebbe trovarsi in una zona del Brabante, dove oggi si trova Diest, oppure nelle vicinanze di Duisburg, in Renania Settentrionale-Vestfalia).
Clodione, che è una figura storica, è stato presumibilmente solo uno dei tanti leader Franchi che hanno invaso la Gallia romana. Attorno al 431 invase il territorio dell'Artois spingendosi verso sud, arrivando alla strada romana che collegava Arras a Colonia, passando per Cambrai. Prima di poter raggiungere la via di comunicazione, fu duramente sconfitto dal comandante dell'esercito romano, Ezio, comandante militare della Gallia, e dal suo generale Maggioriano, successivamente imperatore romano, nella battaglia di Vicus Helena.
In poco tempo però Clodione si riprese e, dopo aver sconfitto i Romani, poté presto impossessarsi della città di Cambrai. Avendo il controllo della via di comunicazione romana, avanzò occupando tutto il paese fino alla Somme e fece di Tournai, città sulla Schelda, la capitale dei Franchi Sali. Era così iniziato quell'espansionismo e quel processo storico che avrebbero poi portato alla formazione dell'odierna Francia.
Clodione morì tra il 448 e il 449 e il potere passò a Meroveo, da cui prenderà il nome la dinastia Merovingia. Non si sa di preciso se costui fosse figlio di Clodione o un capotribù salito al potere.
Lo storico romano contemporaneo, Prisco, scrive di avere visto di persona a Roma “un giovane ancora senza barba sulle guance e con i capelli biondi così lunghi che cadevano sulle spalle. Ezio ne aveva fatto il suo figlio adottivo”. Prisco riferisce che la scusa che Attila addusse per muovere guerra contro i Franchi fu la morte del loro re e la disputa fra i suoi figli per la successione, con il più anziano appoggiato da Attila ed il minore appoggiato da Roma. Siccome Clodio morì poco prima dell’invasione unna della Gallia, questo suggerisce che Meroveo era effettivamente figlio di Clodione.

## Discendenza
(Storicamente non accertata)
Clodione, da una moglie, di cui non si conosce il nome, ebbe un figlio:
- Meroveo (ca. 415- ca. 458), che, durante tutto il Medioevo, fu ritenuto il terzo re dei Franchi

## Ascendenza
|           |   |   | Genitori |  |  | Nonni     |  |  | Bisnonni |  |
|           |   |   |          |  |  | Marcomero |  |  | Clodio   |  |
|           |   |   |          |  |  | Marcomero |  |  | Clodio   |  |
|           |   | … |          |  |  | Marcomero |  |  |          |  |
| Faramondo |   |   |          |  |  | Marcomero |  |  |          |  |
|           |   | … | …        |  |  |           |  |  |          |  |
|           |   | … | …        |  |  |           |  |  |          |  |
|           |   | … | …        |  |  |           |  |  |          |  |
| Clodione  |   | … |          |  |  |           |  |  |          |  |
|           | … | … |          |  |  |           |  |  |          |  |
|           | … | … |          |  |  |           |  |  |          |  |
|           | … | … |          |  |  |           |  |  |          |  |
| …         | … |   |          |  |  |           |  |  |          |  |
|           |   | … | …        |  |  |           |  |  |          |  |
|           |   | … | …        |  |  |           |  |  |          |  |
|           |   | … | …        |  |  |           |  |  |          |  |
|           |   | … |          |  |  |           |  |  |          |  |